# Thinophilus munroi
Thinophilus munroi är en tvåvingeart som beskrevs av Charles Howard Curran 1926. Thinophilus munroi ingår i släktet Thinophilus och familjen styltflugor. Inga underarter finns listade i Catalogue of Life.